# 盤嶽江戸へ行く
『盤嶽江戸へ行く』（ばんがくえどへゆく）は、1949年（昭和24年）製作・公開、マキノ正博監督の日本の長篇劇映画である。マキノ正博が戦後起こしたCAC（シネマ・アーチスト・コーポレーション、映画芸術協同）の第2回作品であり、白井喬二の小説『盤嶽の一生』の第2話を原作に映画化した作品である。「盤獄」は誤り。

## 略歴・概要
マキノ正博（のちの雅弘）の旧制中学時代の後輩で、マキノ・プロダクション出身の山中貞雄が1933年（昭和8年）に大河内傳次郎主演作品として監督した『盤嶽の一生』の第2話を、20年ぶりに同じ大河内主演で映画化した。
企画自体は1948年（昭和23年）4月に「株式会社新東宝」として設立したばかりの新東宝の初代社長に就任した佐生正三郎がCACに持ち込んだものである。「企画」として名を連ねた小川記正が白井喬二の原作を脚色したものを用い、「十人の旗の会」の発起人であり新東宝の所属俳優となった大河内傳次郎主演で、という企画であった。『盤嶽江戸へ行く』は当時小川が編集していた『シナリオ』誌の第4巻第2号（1948年9月1日刊）に「齋藤良輔」名義で発表された。同号には、小川記正名義でエッセイ『盤嶽日記抄』、大河内によるエッセイ『盤嶽先生は生きてゐる』も掲載された。マキノは佐生からのオファーと同時に小川脚本を手渡されたが、八尋不二に脚本を書き直させた。
小川記正は、松竹蒲田撮影所出身の脚本家で、「小川正」名義で監督作もある。戦後は松竹大船撮影所でプロデューサーに転向し、CAC解散後には小川プロダクションを構えるが、1952年（昭和27年）以降は、「小川正」名義で東映京都撮影所で剣戟映画の脚本を量産した人物である。脚本の八尋不二は、前作『盤嶽の一生』の脚本を書いた山中貞雄とともに、脚本集団「鳴滝組」を結成した「梶原金八」のひとりである。嵐寛寿郎は大映京都撮影所からの出張出演である。轟夕起子は当時マキノの妻であり、CACに所属していた。撮影技師の三木滋人、照明技師の西川鶴三、録音技師の加瀬久は、CACの創立メンバーである。美術デザイナーの角井平吉は大映京都撮影所の所属で、戦時統合前の日活京都撮影所時代には、マキノの監督作『続清水港』等を手がけている。
撮影に関しては、CACは兵庫県の宝塚スタジオ内に設置されたプロダクションであるが、同社の前作『幽霊暁に死す』同様、長年のスタジオ休眠状態のため使用せず、東京の新東宝撮影所も使用しなかった。セット撮影は、奈良郊外のあやめ池遊園地に戦前の市川右太衛門プロダクションが建設した「あやめ池撮影所」を使用、ロケーション撮影は奈良を中心に京都でも寺社や長屋で撮影をした。
当時、東宝争議のため東宝は製作不能であり、新東宝製作の映画を配給していたが、本作も新東宝作品として東宝が配給し、1949年（昭和24年）3月8日に公開された。

## スタッフ・作品データ
- 企画 : 小川記正
- 製作 : 高木三郎
- 監督 : マキノ正博
- 原作 : 白井喬二
- 脚本 : 八尋不二
- 撮影 : 三木滋人
- 照明 : 西川鶴三
- 美術 : 角井平吉
- 録音 : 加瀬久
- 音楽 : 大久保徳二郎

- 製作 : 新東宝、CAC（映画芸術協同）
- 上映時間 （巻数 / メートル） : 85分 （9巻 / 2,336メートル）
- フォーマット : 白黒映画 - スタンダードサイズ（1.37:1） - モノラル録音

## キャスト
- 大河内傳次郎 - 阿地川盤嶽
- 月丘夢路 - お稲
- 加東大介 - 兄大三郎
- 嵐寛寿郎 - 野々宮一徹
- 香川良介 - 新井南圃
- 清川荘司 - 佐竹力
- 杉狂児 - 阿部相模守
- 鳥羽陽之助 - 植繁
- 田端義夫 - 投げ節新三
- 轟夕起子 - 蘭子

## 関連事項
- 盤嶽の一生

## 註
1. ↑  『シナリオ』第4巻第2号、齋藤恒彦編集、シナリオ社、1948年9月1日刊、目次ページ。
2. 1 2 3 4 5 6 7 8 9  『映画渡世・地の巻 - マキノ雅弘自伝』、マキノ雅弘、平凡社、1977年、p.237-238.
3. 1 2  #外部リンク、「盤嶽江戸へ行く」、キネマ旬報、2009年11月19日閲覧。
4. 1 2  小川正、日本映画データベース、2009年11月19日閲覧。
5. ↑  『映画渡世・地の巻 - マキノ雅弘自伝』、p.236.
6. ↑  角井平吉、日本映画データベース、2009年11月19日閲覧。